# Nicolaas Schmelzing

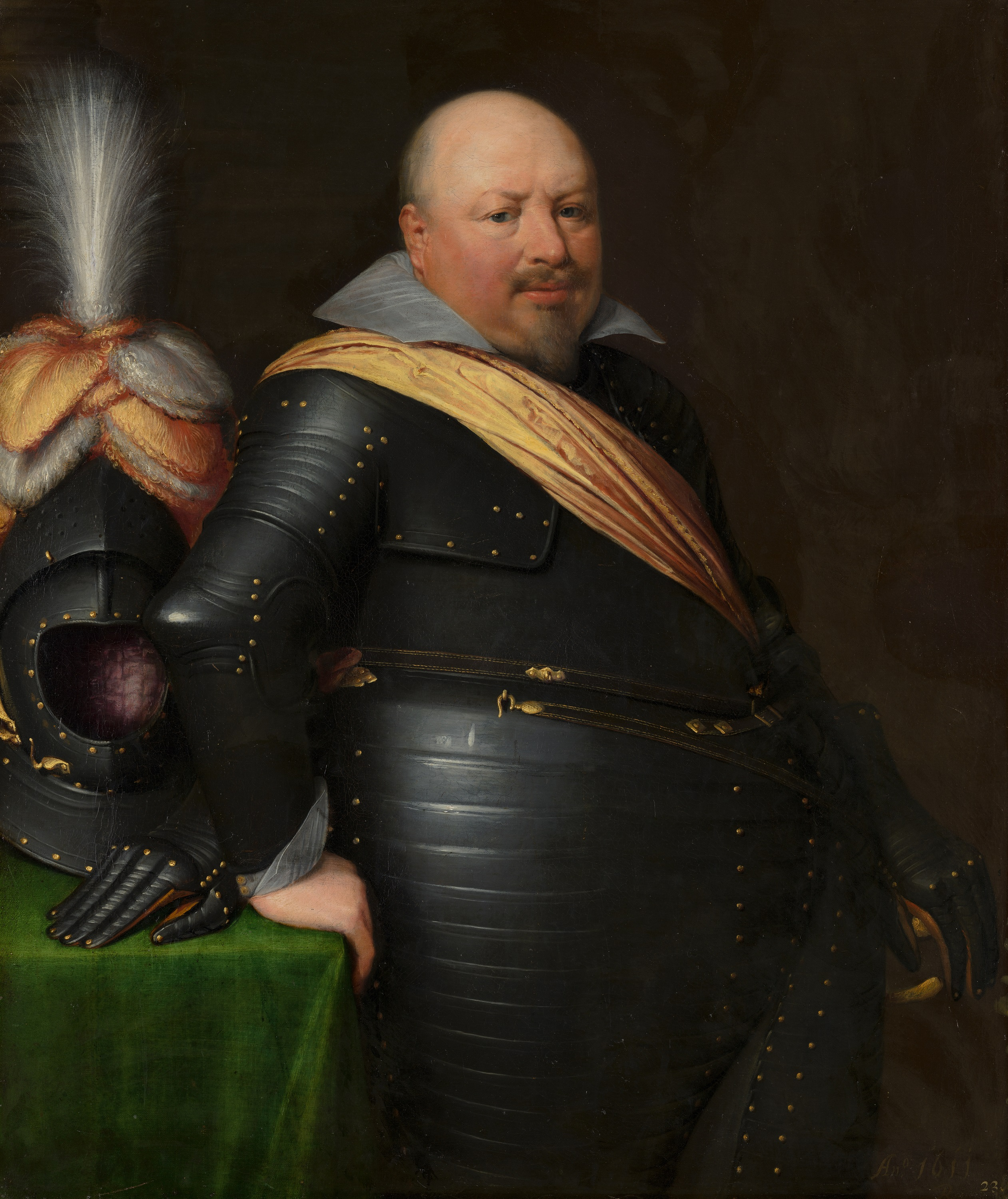
Nicolaas Schmelzing

Nicolaas Schmelzing (deutsche alternative Schreibweise: Niklas bzw. Nikolaus Schmelzing; * 1561 auf Schloss Zwickledt; ⚔ 8. September 1629 vor Herzogenbusch) war ein niederländischer Höfling, Militärkommandeur, Kriegsrat und Statthalter der Provinz Overijssel österreichischer Herkunft.  

## Leben
Er stammte aus dem oberösterreichischen Geschlecht derer von Schmelzing und Wernstein, welches am 14. Dezember 1567 aufgrund treuer Dienste von Kaiser Maximilian II. in Wien in den Erbländischen- und Reichsritterstand erhoben wurde. Sein Vater war der k. k. Leibtrabant, königlich-spanischer Leibgardist und Verwalter der Grafschaft Neuburg Leonhard Schmelzing. Niklas Schmelzing erlangte am 3. Mai 1601 zusammen mit seinen Brüdern Joachim und Ludwig die Aufnahme in die Landmannschaft Österreichs ob der Enns. Schmelzing, Erbherr auf Zwickledt trat vermutlich aus religiösen Gründen, da seine Familie dem Luthertum anhing, in niederländische Dienste und wurde am 23. Februar 1593 auf Empfehlung des Grafen Philipp von Nassau und des Prinzen Moritz von Oranien dort von der Provinz Utrecht und den Generalstaaten zum niederländischen Rittmeister ernannt. Des Weiteren hielt sich Niklas Schmelzing am Hof der im Exil lebenden Winterkönigin Elisabeth Stuart auf. Später bekleidete er die Stellung des Obristen und Statthalters der Provinz Overijssel. Er fiel am 8. September 1629 bei der Belagerungsschlacht der Stadt Herzogenbusch. Zuvor hatte man ihn noch zum Präsidenten des Kriegsrates befördert. Niklas Schmelzing war unverheiratet und kinderlos.